# 니시우미정
니시우미정(西海町)은 에히메현 난요지역에 있던 정이다. 
2004년 10월 1일, 미쇼정, 조헨정, 잇폰마쓰정, 우치우미촌이 합병해 아이난정이 되어 소멸하였다.
1975년대에는 인구가 5,000명을 넘었지만 교통 여건 등이 좋지않아 합병전에는 3,000명대로 과소가 진행되고 있었다.

## 지리
우와지마시에서 국도 56호를 자동차로 약 1시간 남하. 후나코시 반도 남부의 거의 중앙에 있는 곤겐 산을 중심으로 한 지역으로 주위의 작은 섬(모두 무인도)을 포함한다. 해안을 따라 반도를 일주하는 지방도가 있으며, 연선의 몇몇 포구에는 어업 취락이 형성되어 있다. 해안은 대부분 갯바위이며, 그 앞바다의 다수의 작은 섬과 갯바위는 호어장이 되고 있다. 가시마는 관광지로도 알려져 있다.

## 역사
- 1889년 12월 15일 - 정촌제 시행에 의해 니시가이카이촌이 성립하였다, 이후 촌사무소는 후나코에 설치되었다.
- 1952년 10월 1일 - 정으로 승격, 개칭해 니시우미정이 되었다.
- 2004년 10월 1일 - 미쇼정, 조헨정, 잇폰마쓰정, 우치우미촌이 합병해 아이난정이 되었다.

## 교통

### 도로
- 에히메현도 제34호선